# NGC 97

NGC 97

NGC 97 هي مجرة تتبع كوكبة المرأة المسلسلة. اكتشفها جون هيرشل في 16 سبتمبر 1828.

## روابط خارجية
- NGC 97 على موقع ويكي سكاي: DSS2, SDSS, GALEX, IRAS, Hydrogen α, X-Ray, Astrophoto, Sky Map, Articles and images